# Myotis fortidens
Myotis fortidens es una especie de murciélago de la familia Vespertilionidae.

## Distribución geográfica
Se encuentra en Guatemala y México.